# VW Jetta (Китай)
VW Jetta — компактный автомобиль, выпускаемый компанией Volkswagen Group с 1991 года в Китае.

## Первое поколение (Jetta Mk2/A2/King/Pioneer; 1991—2013)
Производство автомобиля Volkswagen Jetta в Китае состоялось 5 декабря 1991 года путём мелкоузловой сборки. В 1996 году передач стало на одну больше.
С апреля 1997 года в семейство входила модификация Volkswagen Jetta King. Комплектации — AT, ATF, Avantgarde, CDX, CiF, CiX, CT, GDF, GiF, GT, GTI, GTX и Meeresbrise. Существовал также пикап на базе Volkswagen Jetta King.
С марта 2010 года в семейство входила модификация Volkswagen Jetta Pioneer.

## Второе поколение (New Jetta; 2013 — настоящее время)
С марта 2013 года производится современная версия VW Jetta. Она вытеснила с конвейера модель Volkswagen Jetta Pioneer. С февраля 2019 года автомобиль производится под названием Jetta VA3.

## Галерея

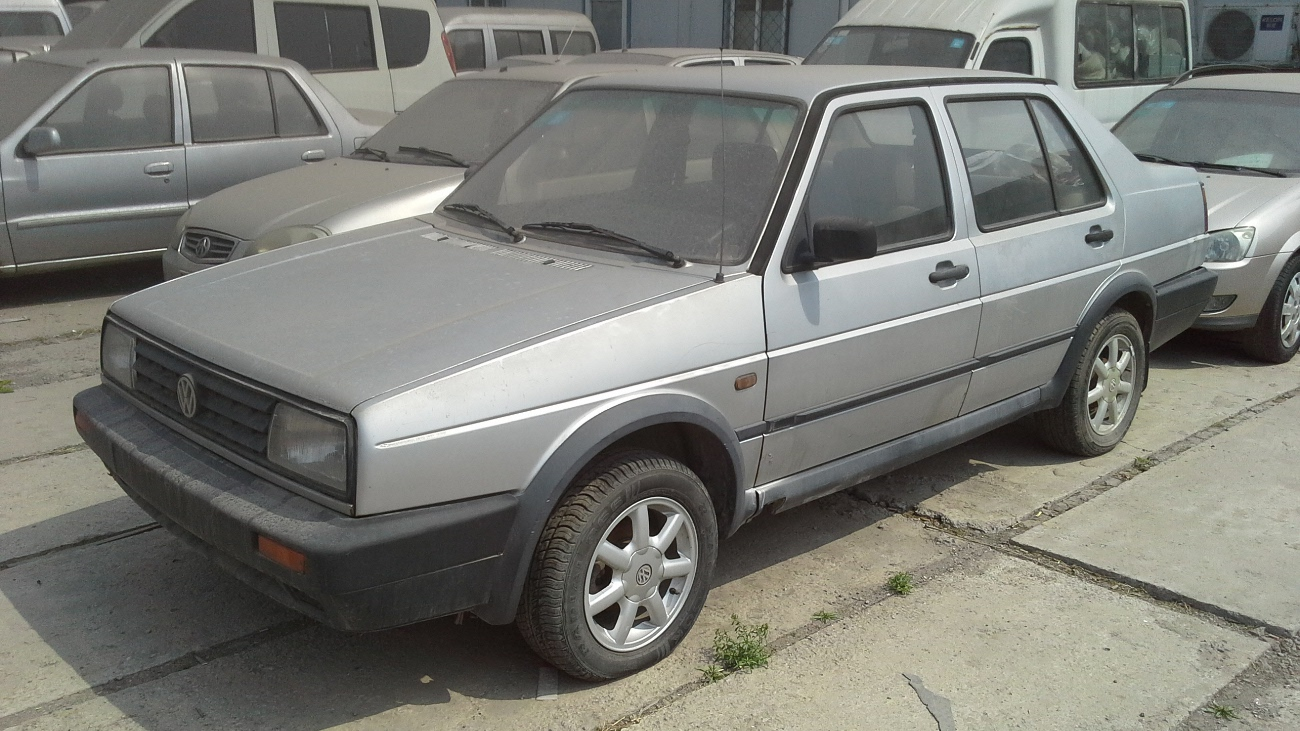
VW Jetta
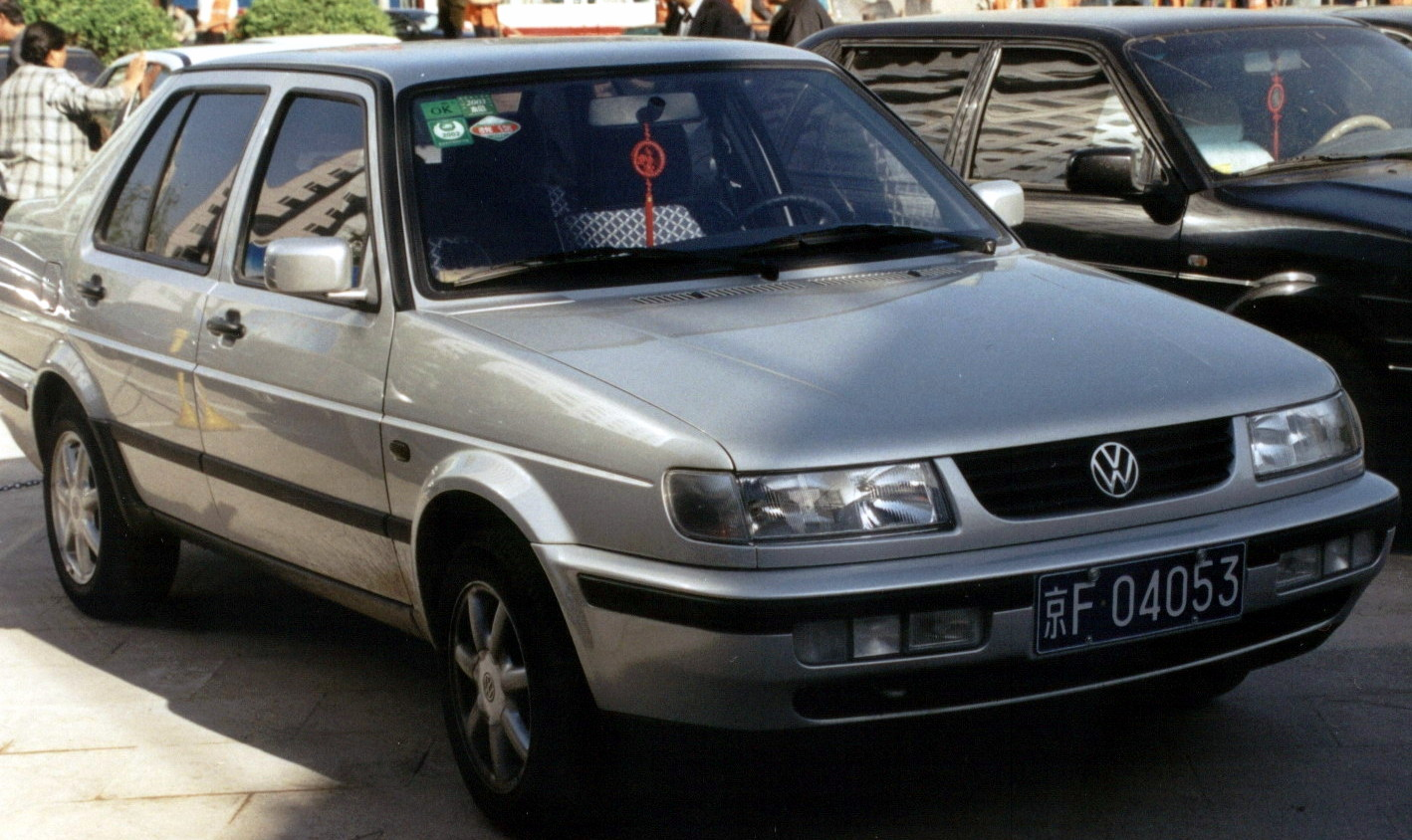
Volkswagen Jetta King
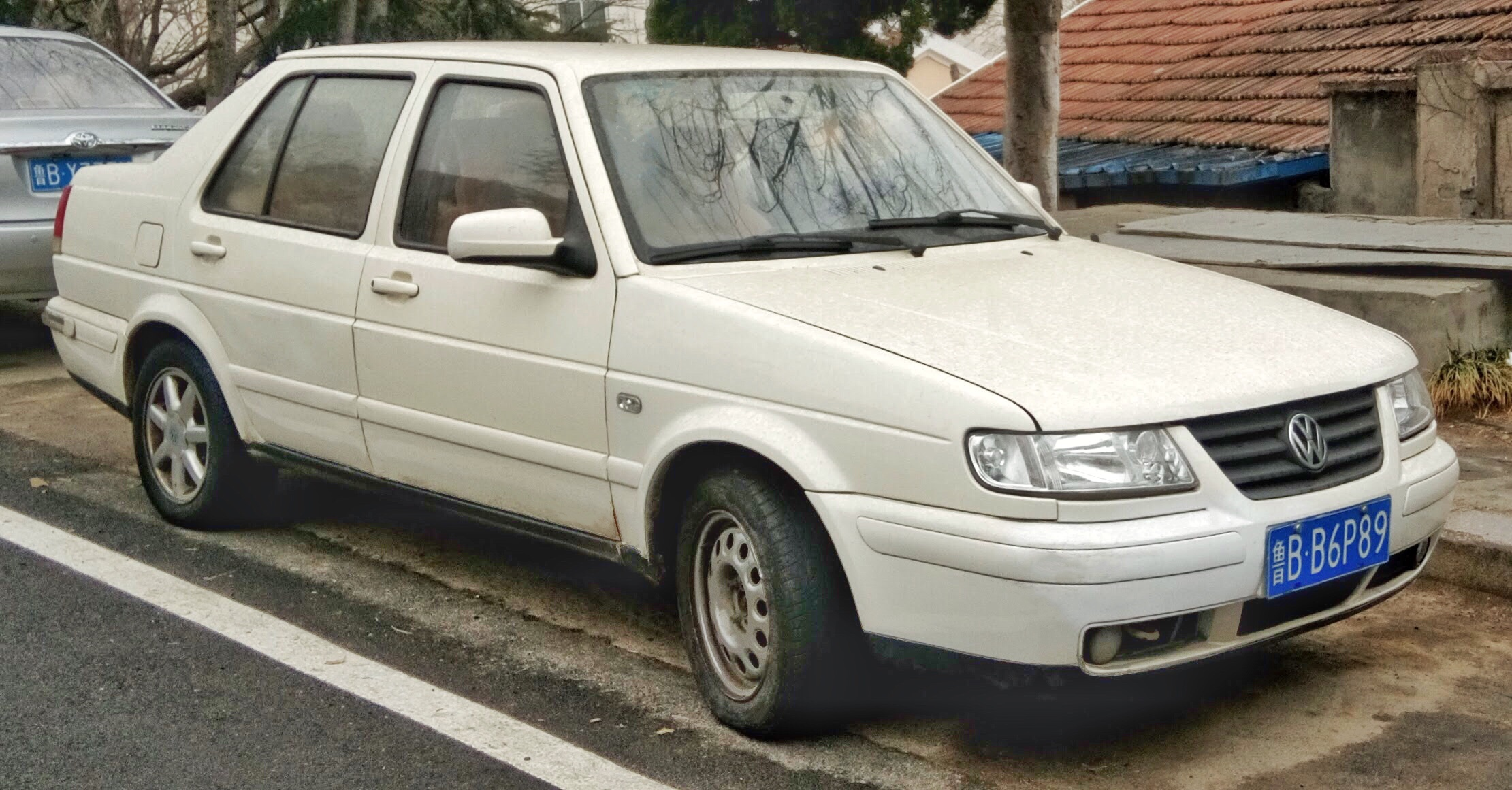
Volkswagen Jetta King
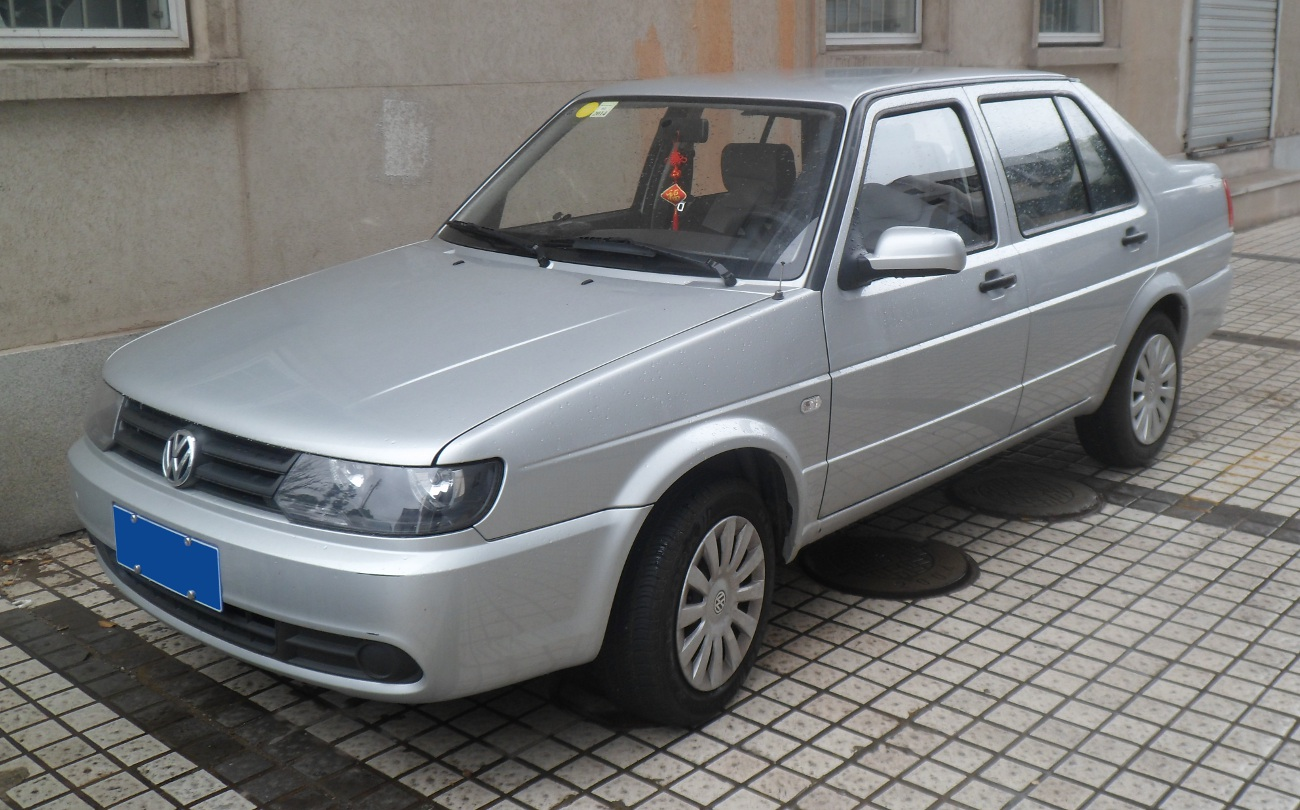
Volkswagen Jetta Pioneer
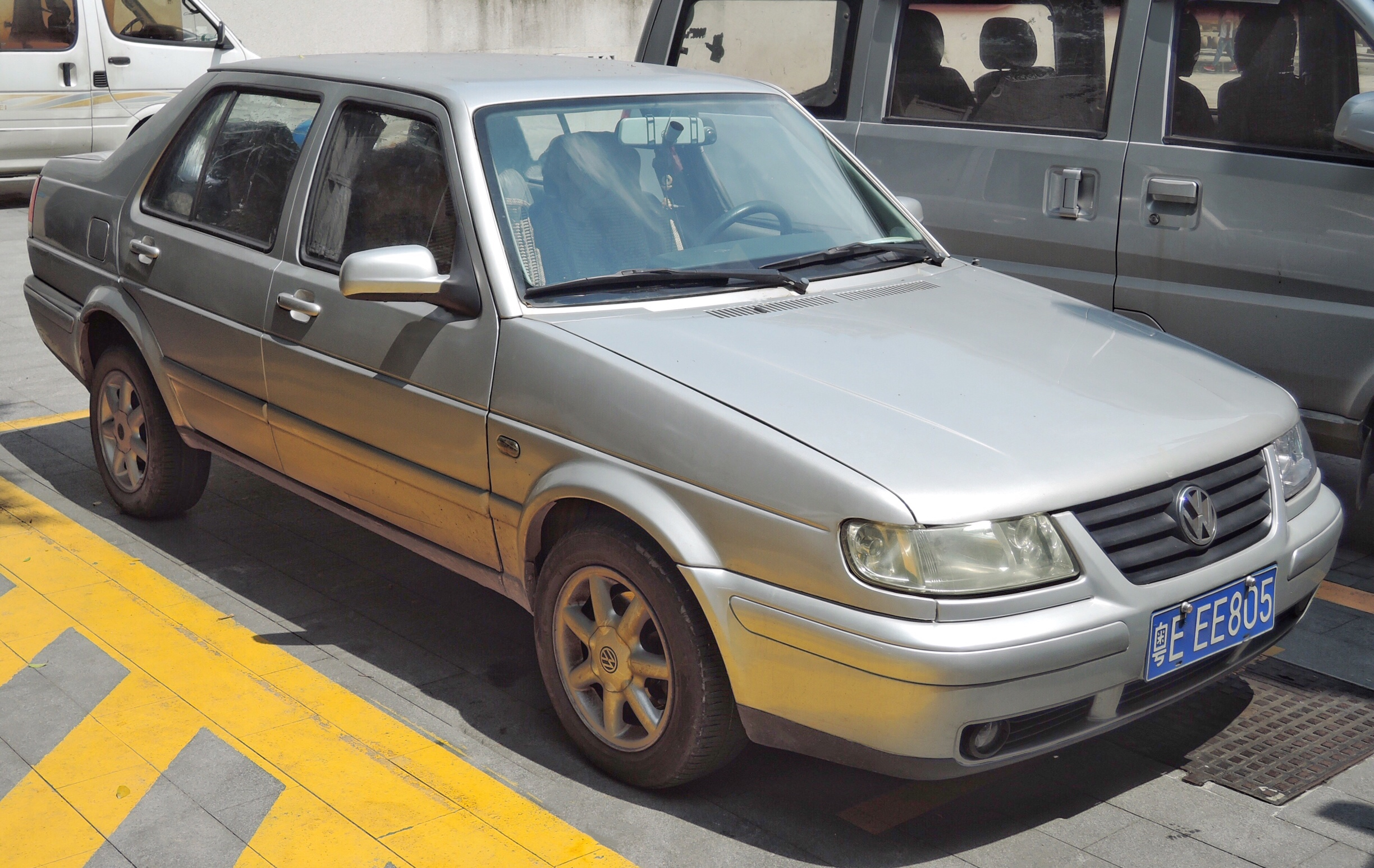
VW Jetta
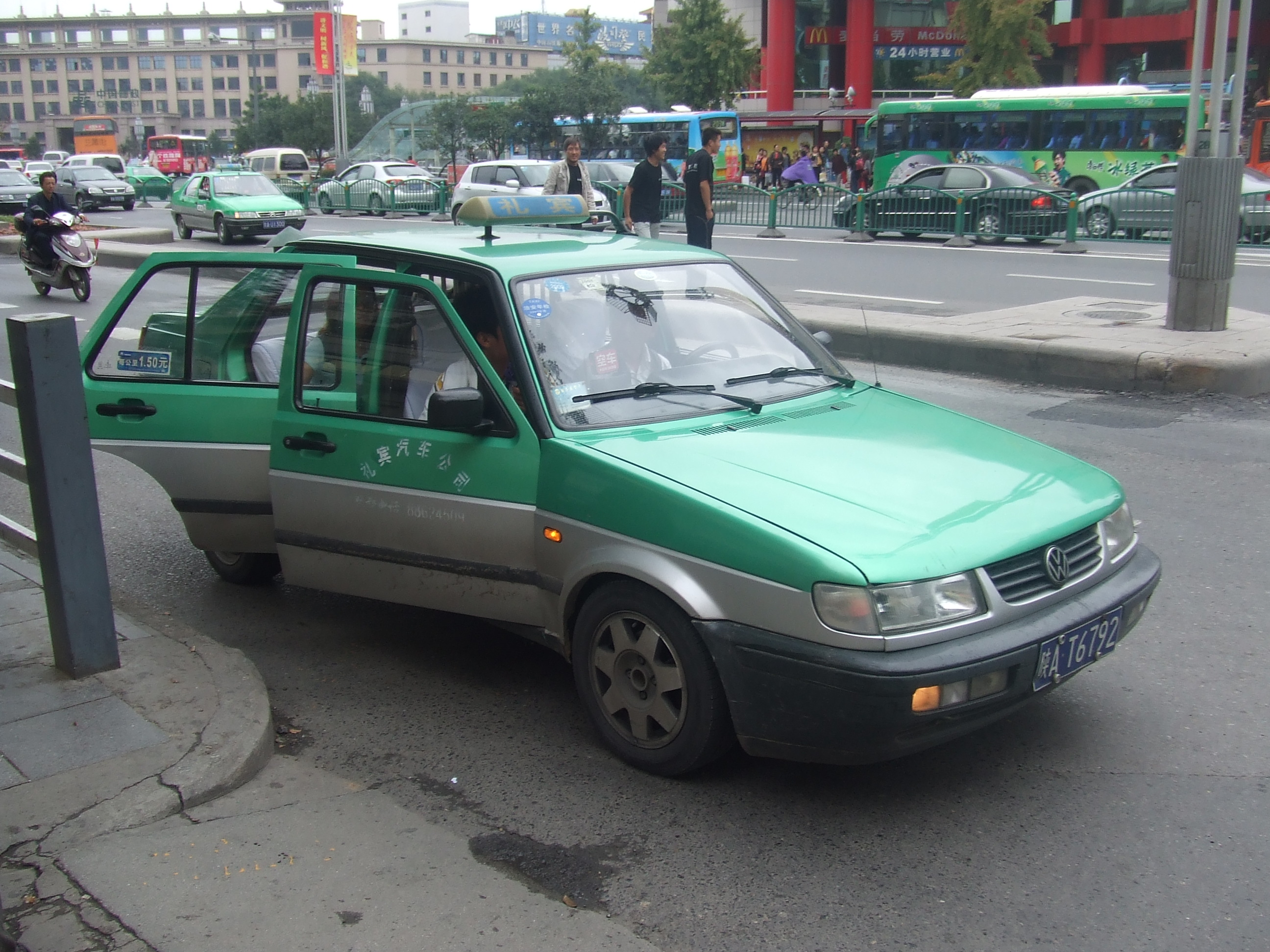
Такси
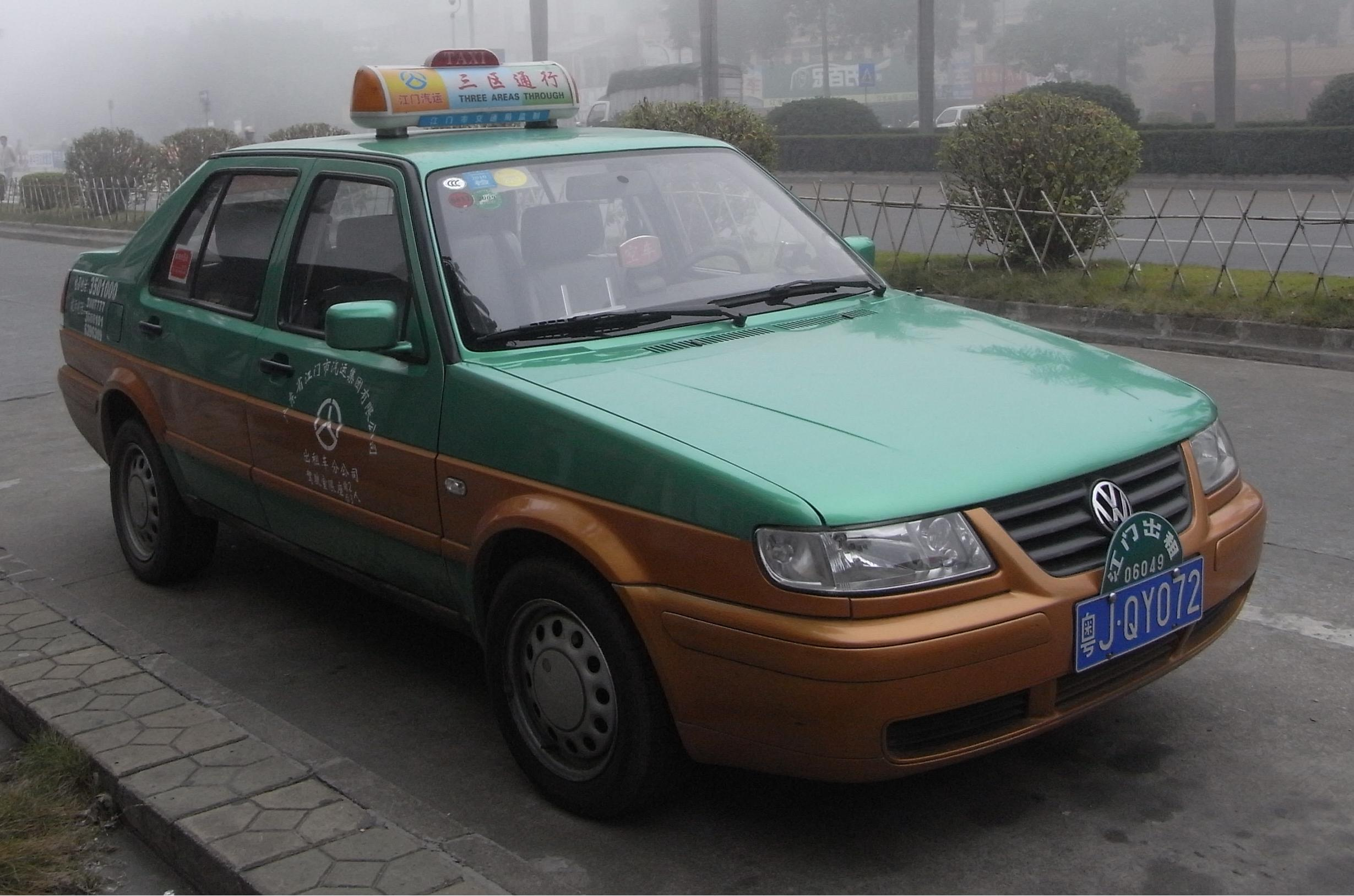
Фейслифтинг автомобиля
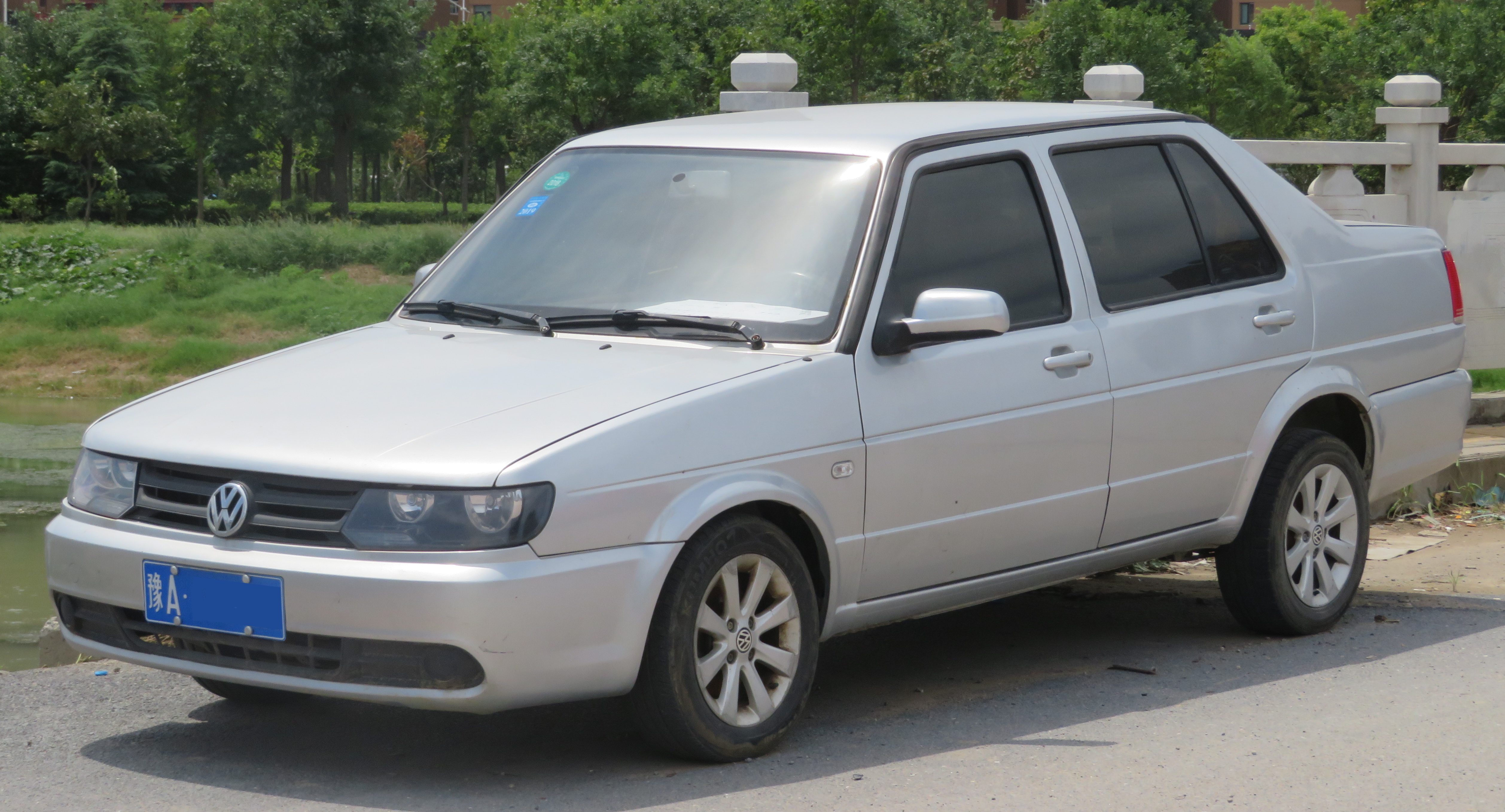
Фейслифтинг автомобиля
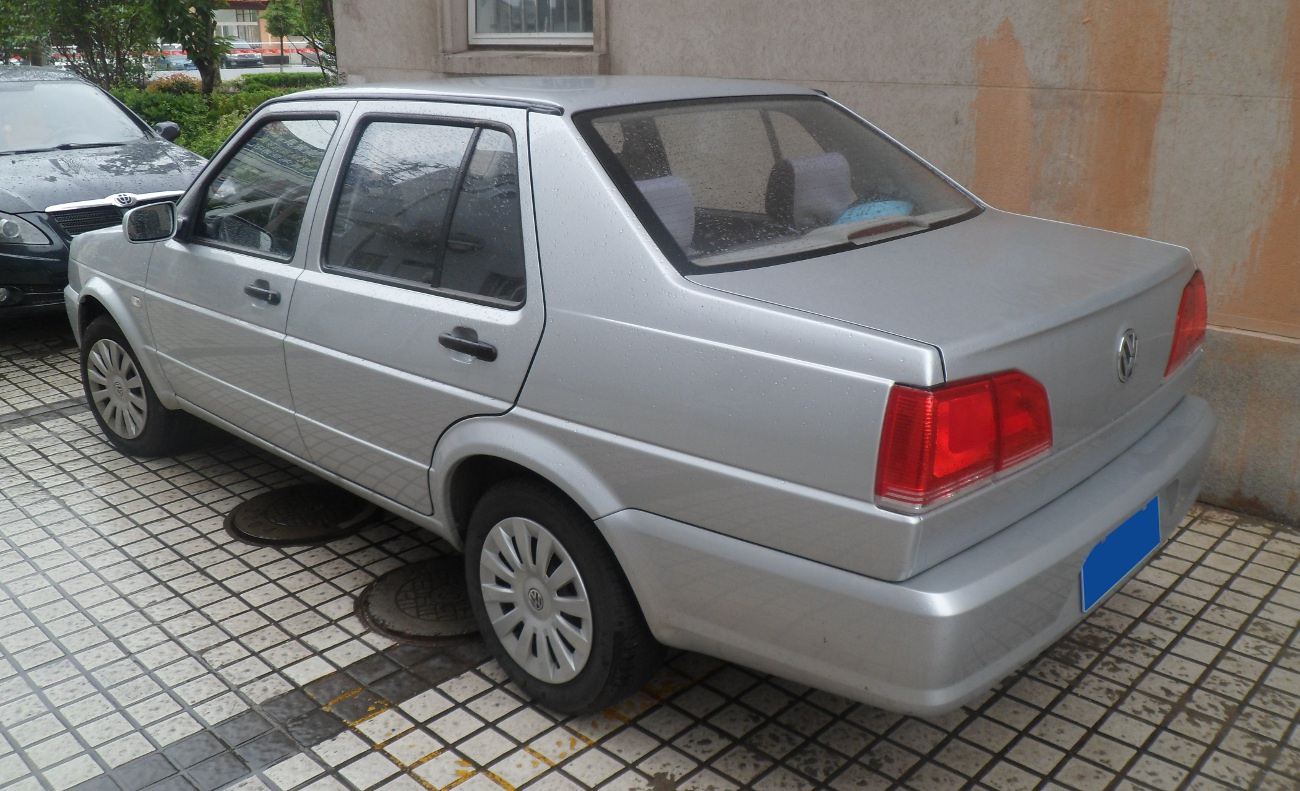
Вид сзади
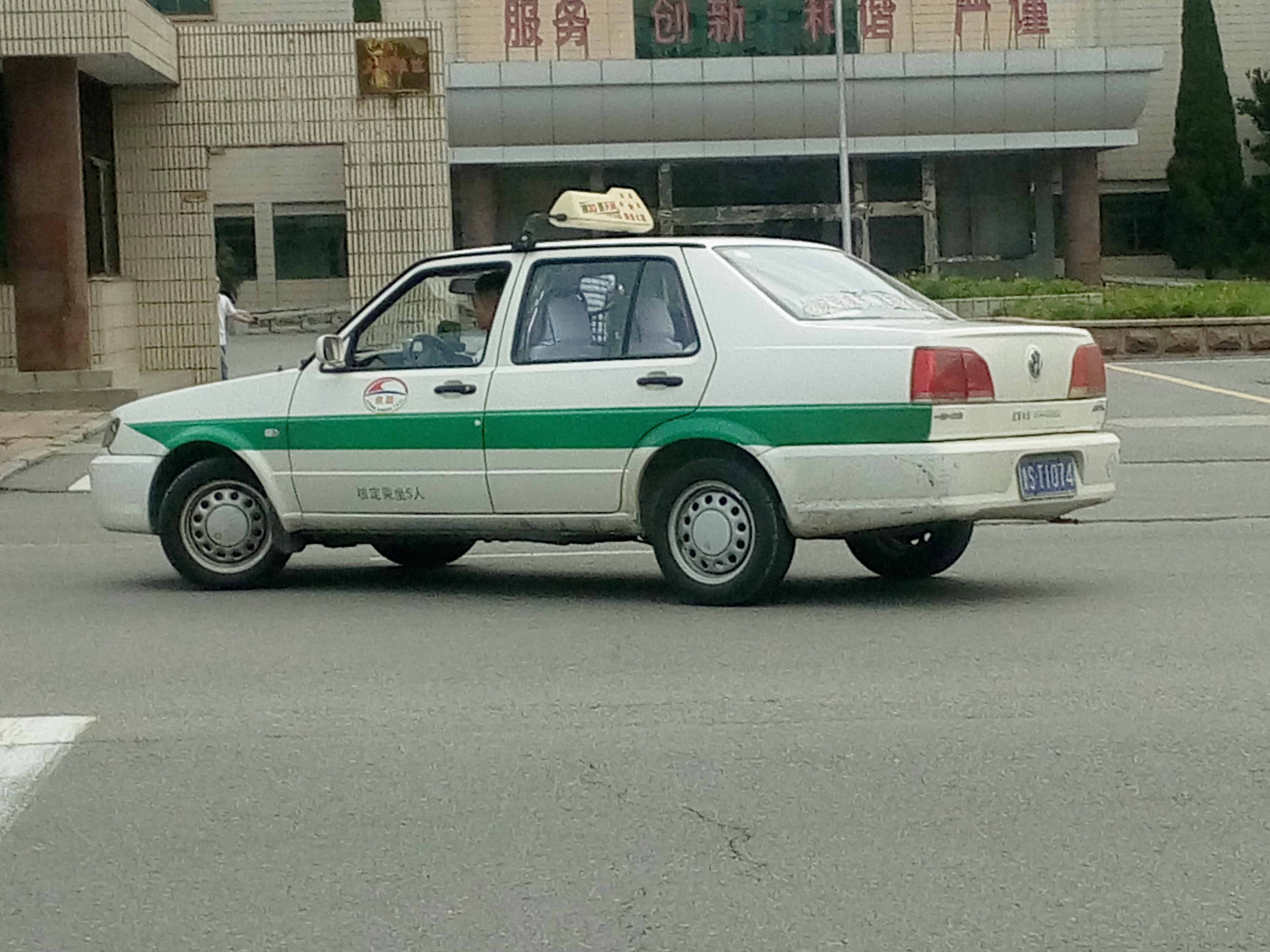
Такси
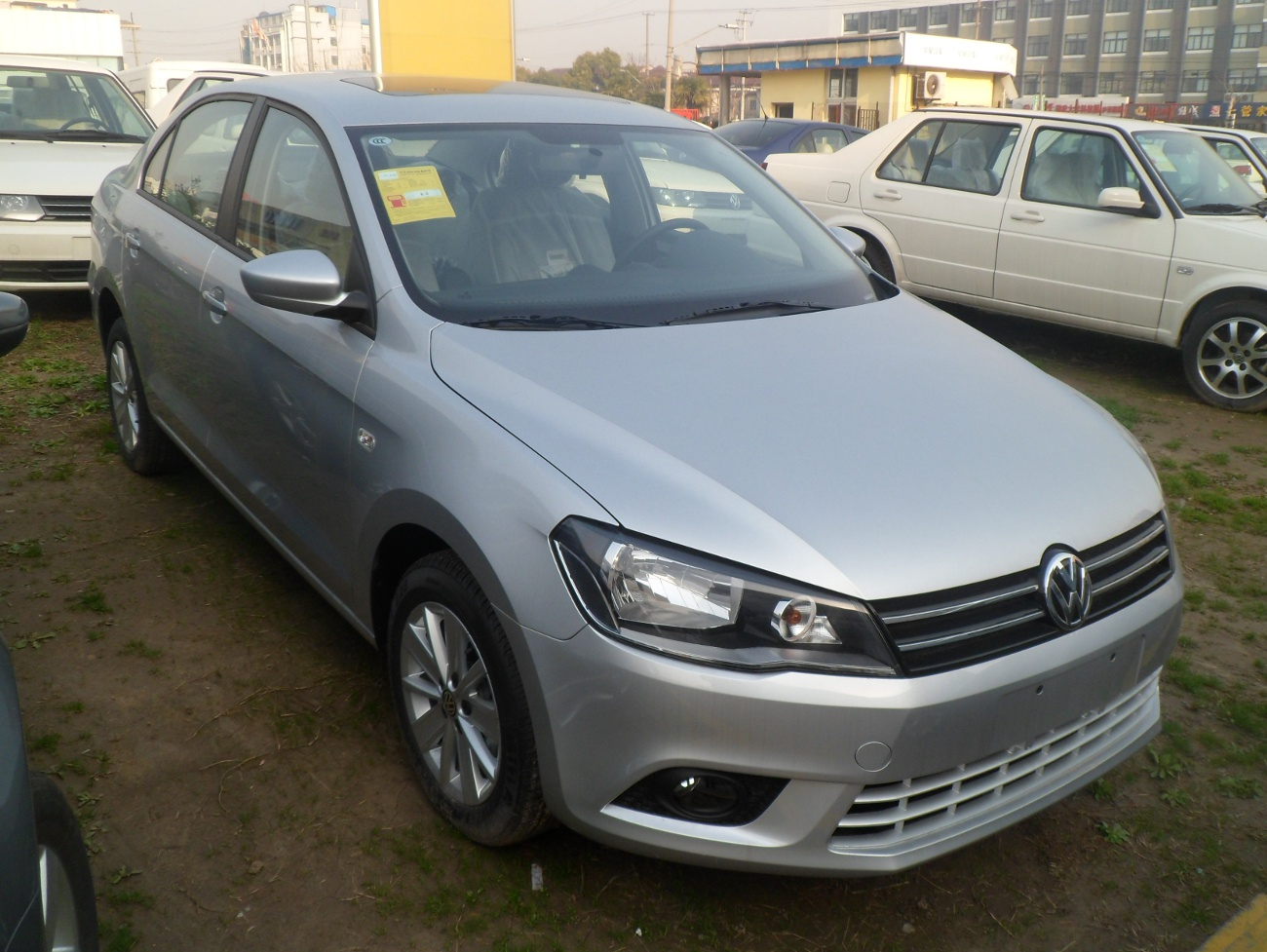
Volkswagen Jetta CN II
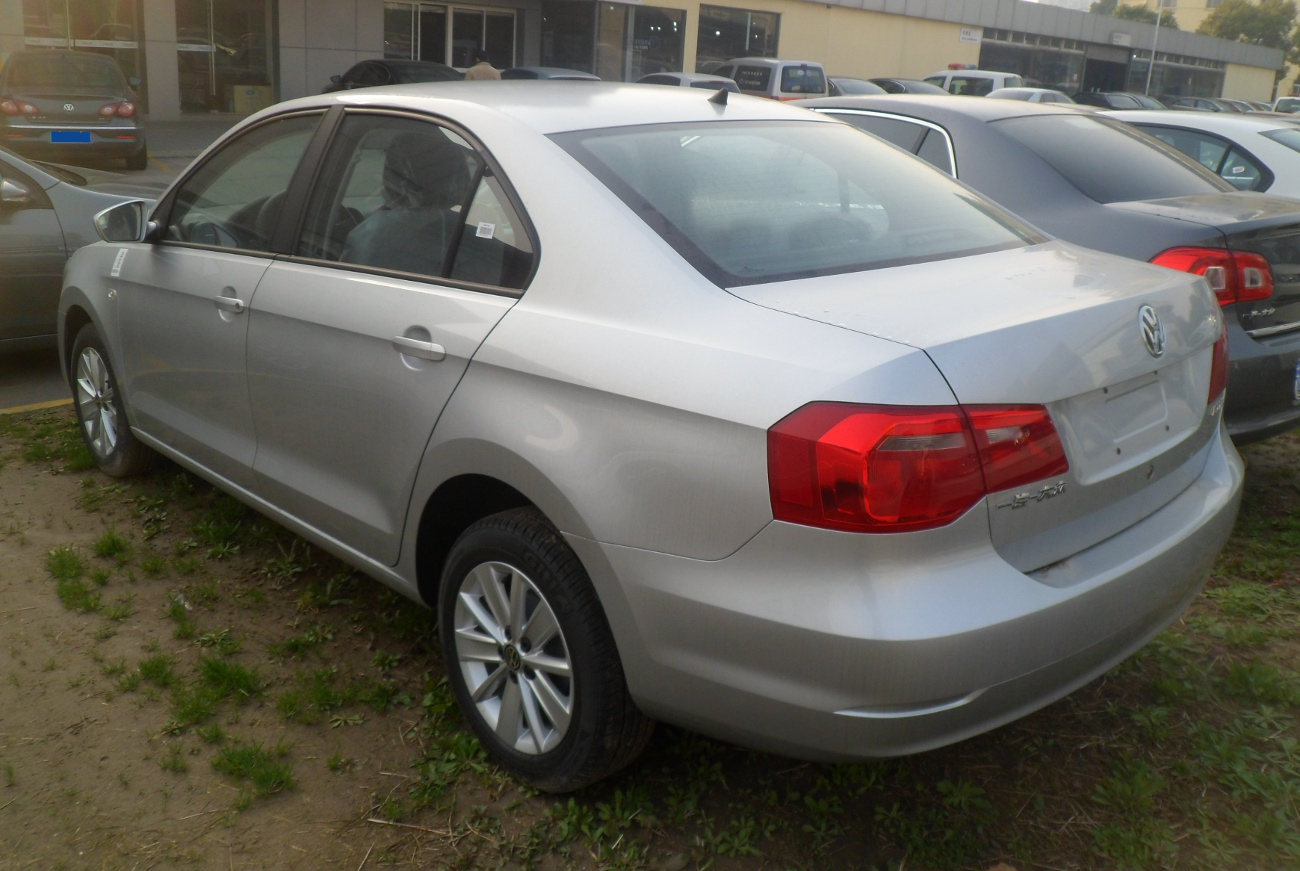
Volkswagen Jetta CN II
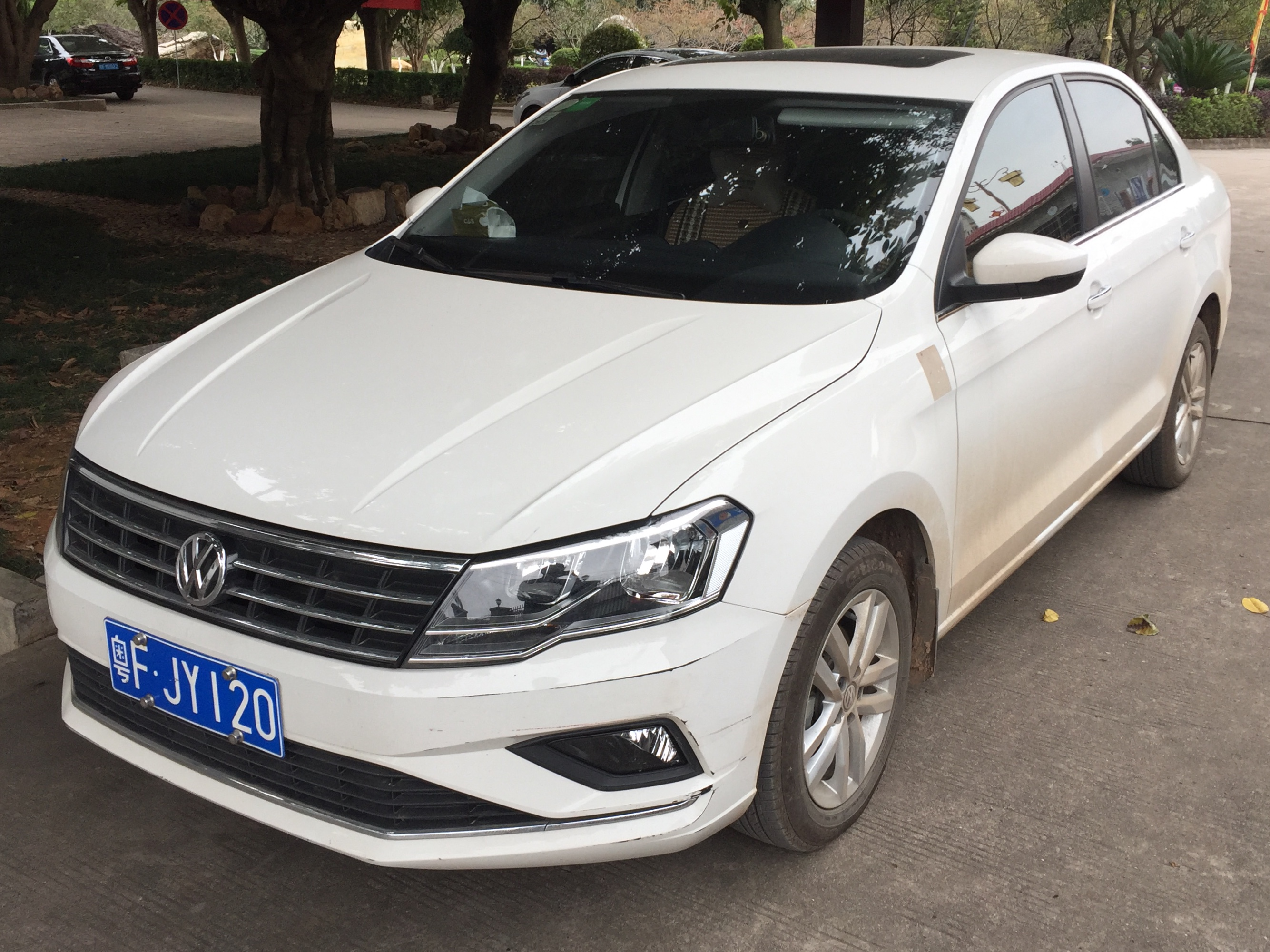
Volkswagen Jetta CN II
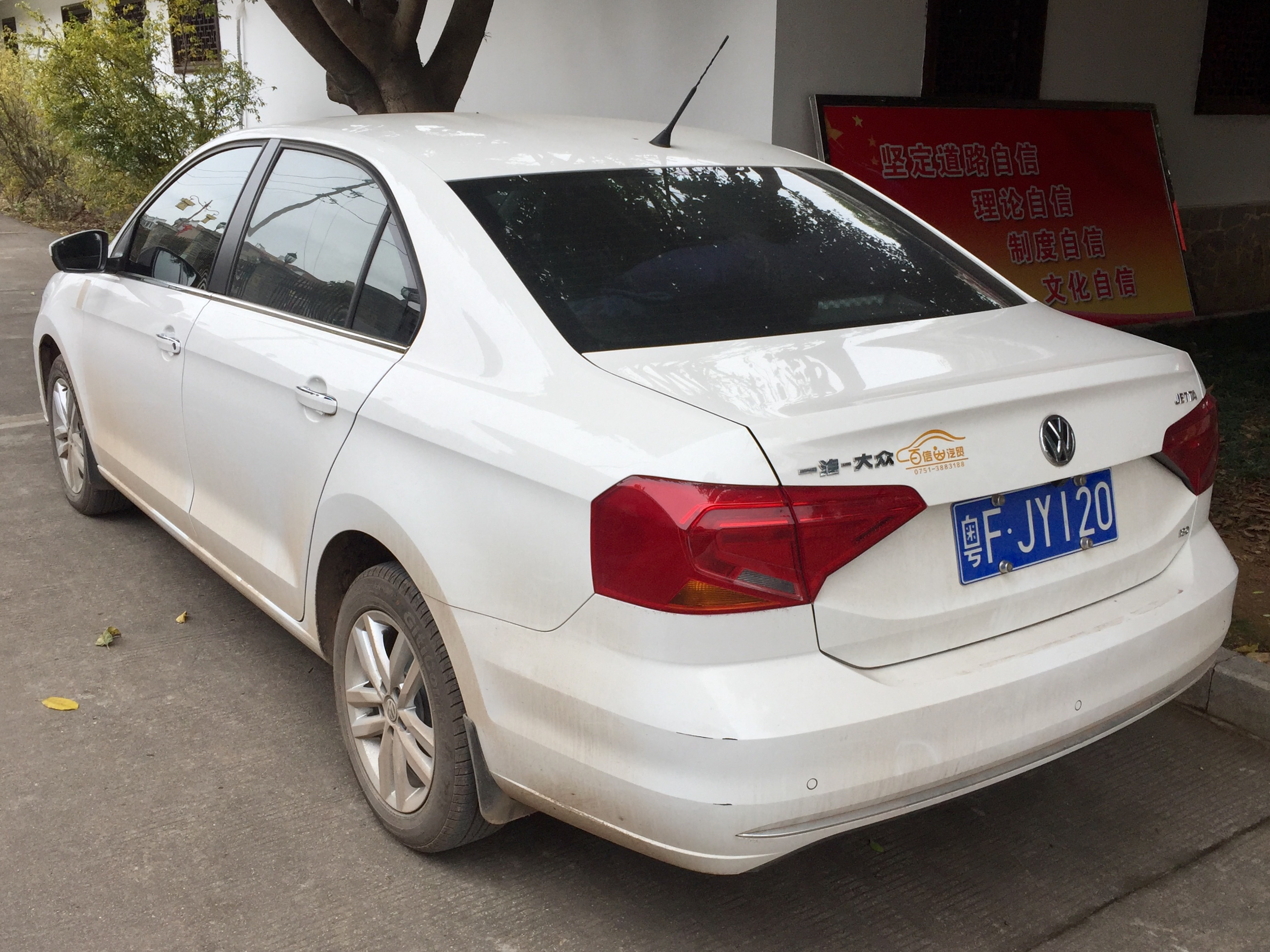
Volkswagen Jetta CN II
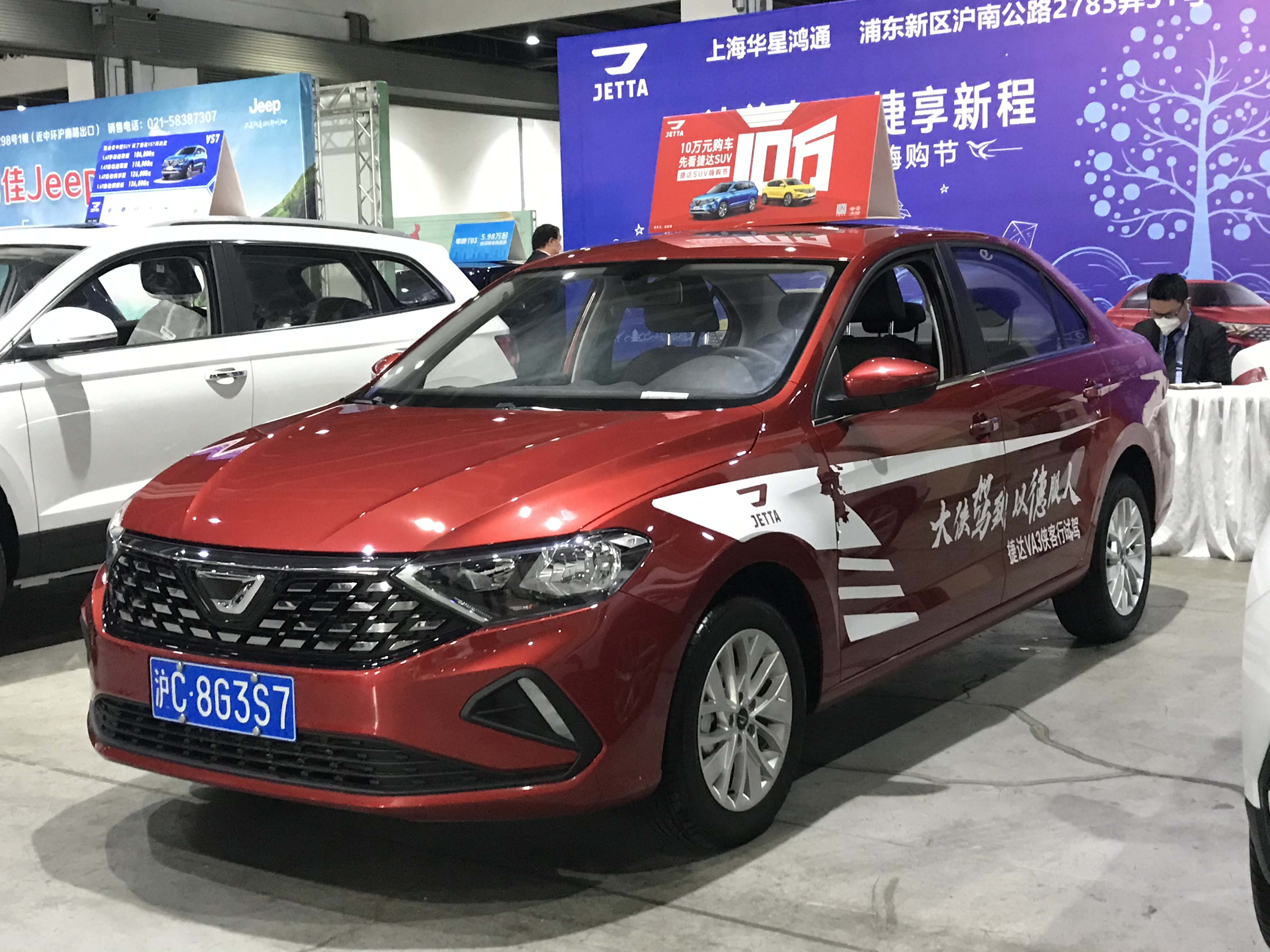
Jetta VA3
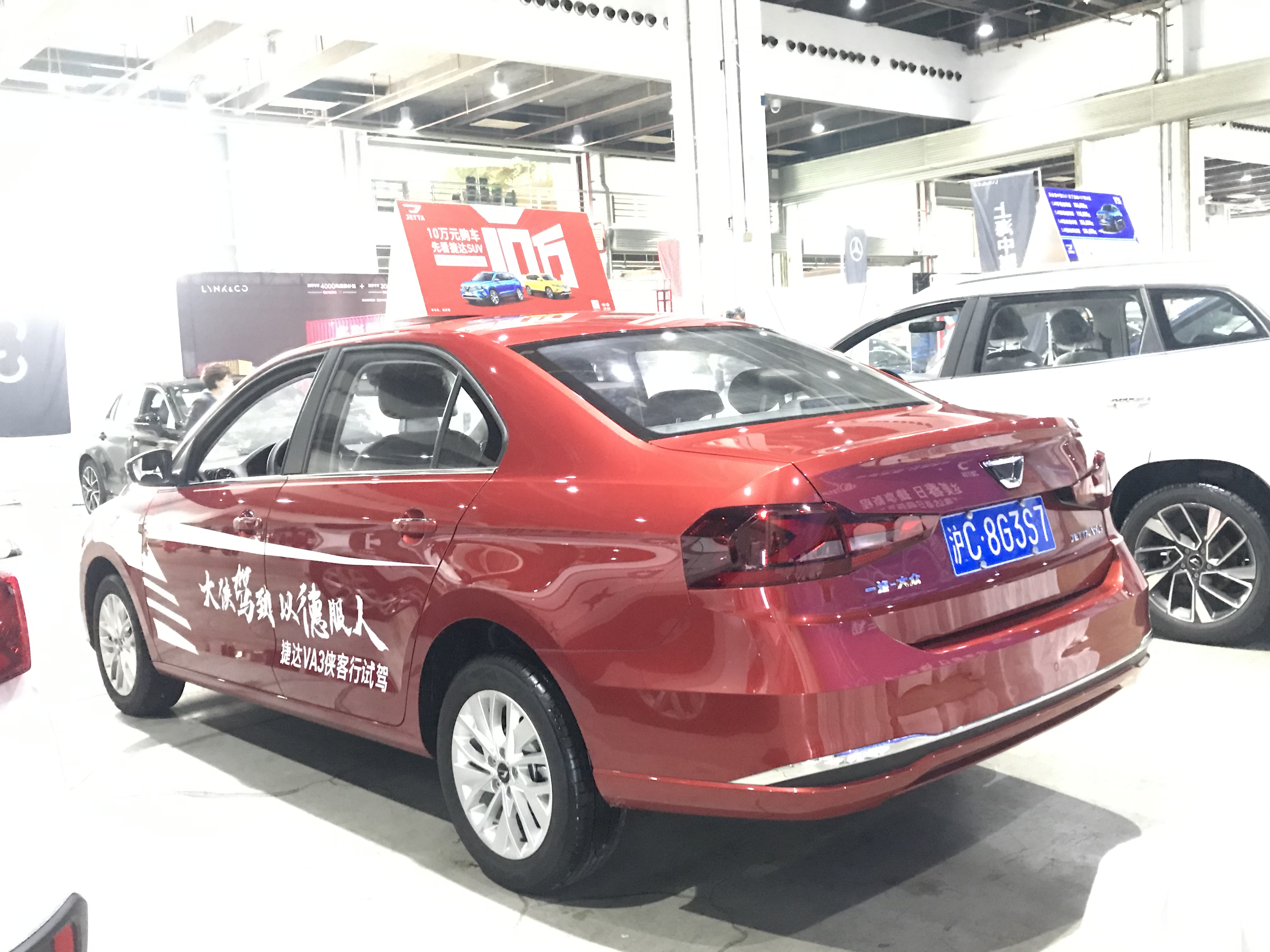
Jetta VA3
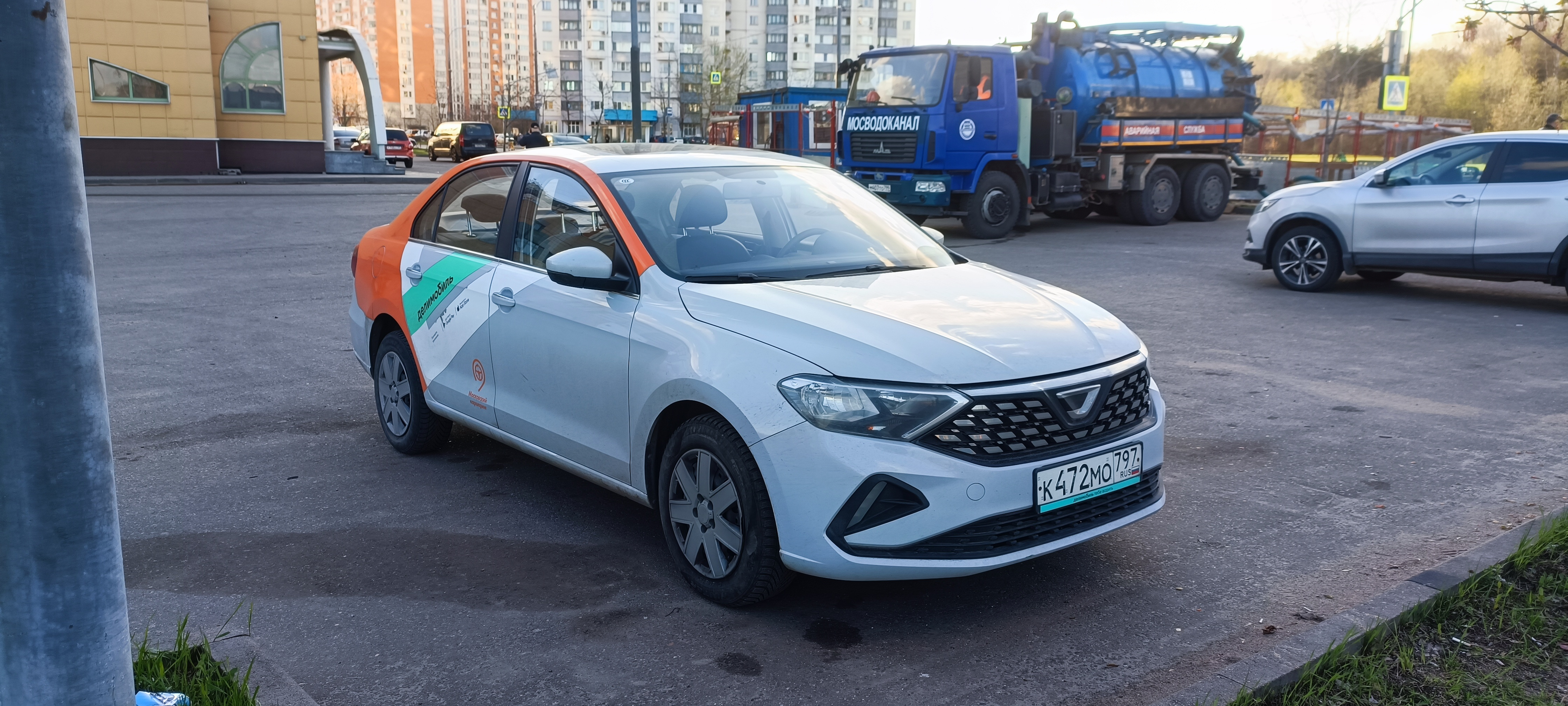
Jetta VA3 каршеринга «Делимобиль»
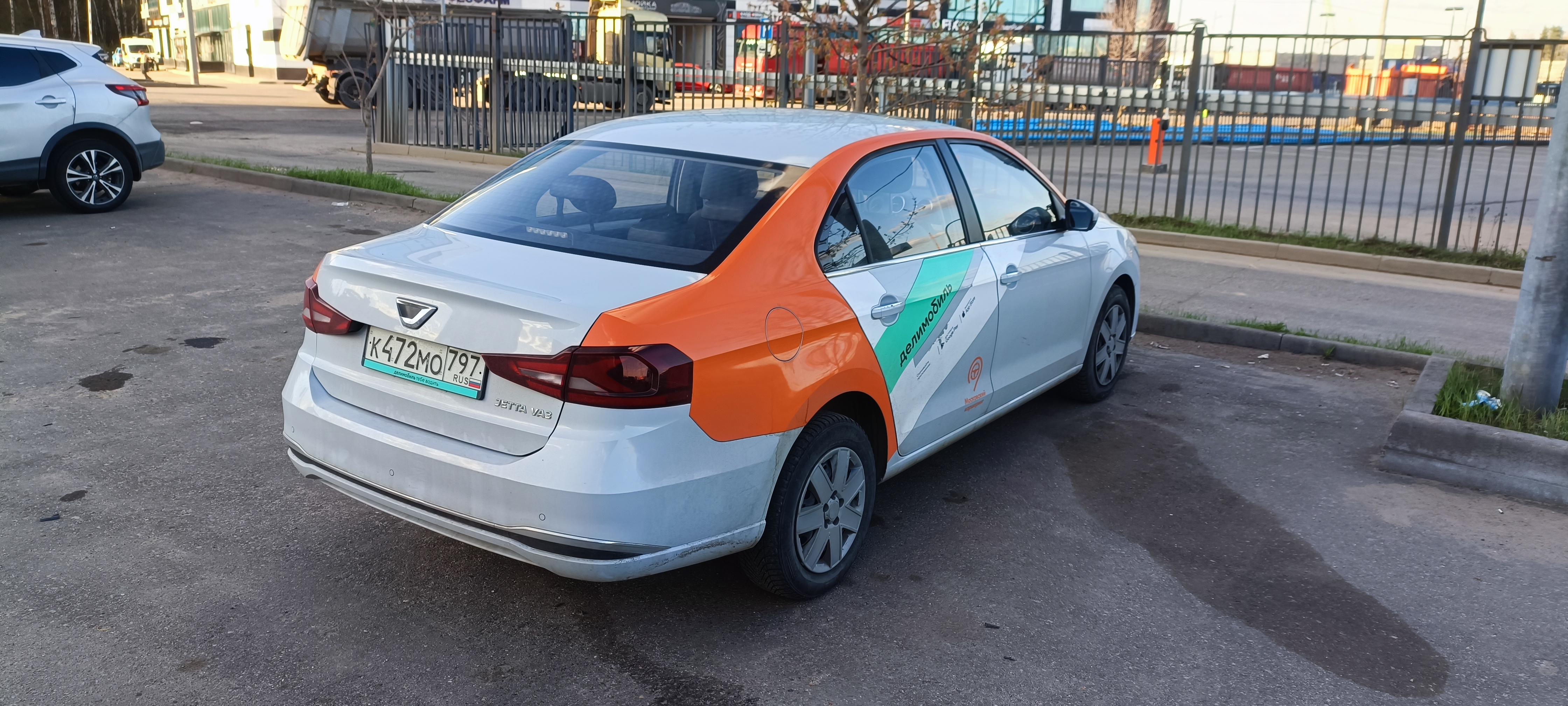
Jetta VA3 каршеринга «Делимобиль»
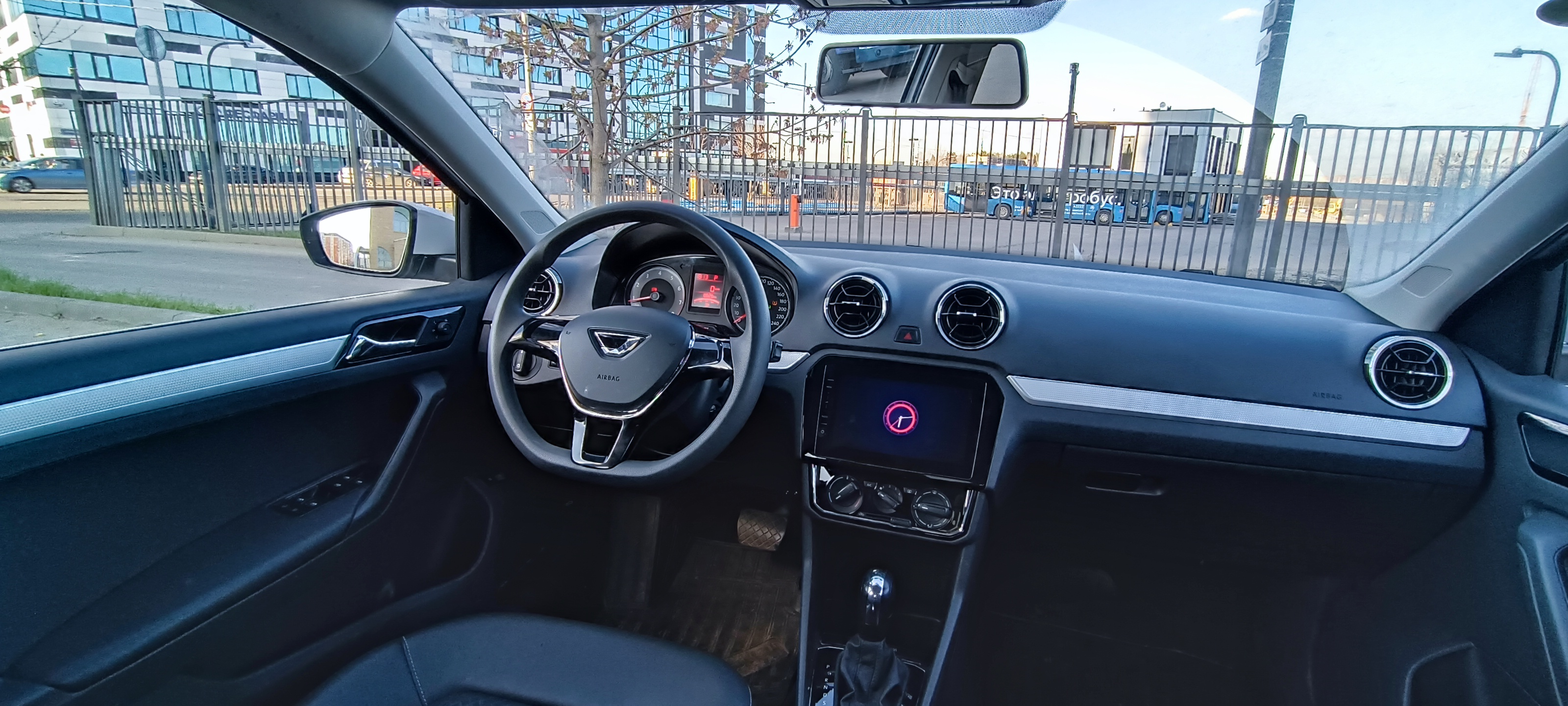
Салон Jetta VA3